# やなせなな
やなせ なな（本名：梁瀬 奈々、1975年7月17日 - ）は、奈良県出身のシンガーソングライター。
2004年シングル『帰ろう。』でデビュー。龍谷大学文学部卒。

## 概要
包容力のある、やわらかな歌声が持ち味。30歳で子宮ガン（子宮体癌）を克服した経験と、寺院で生まれ育った僧侶という視点を生かした楽曲を多数制作。生死の苦悩を題材に扱いながらも、命に対するあたたかなまなざしを描き、幅広い層から支持を獲得する。
現在はコンサートの他、講演会活動、エッセイの執筆や、ラジオ番組のDJとしても活躍。

## 経歴
1991年、四天王寺高校（四天王寺中学校・高等学校）に入学。1995年卒業。
1995年、龍谷大学文学部入学。
1999年、同大学を卒業。音楽活動を始める。
2004年6月、シングル『帰ろう。』で全国デビュー。
同年7月より、(株)三晃空調のCMソングに、本人書き下ろしの曲が使われる（関西ローカル）。
同年10月、シングル『街の灯』発売（オリコンインディーズシングルチャート最高18位）。
2005年5月、アルバム『あいのうた』発売。オムニバスCD『カフェミルトンへのサウダージ』に参加（収録曲「遠い約束」）。
同年10月より、京都市のコミュニティFM・京都三条ラジオカフェにて「やなせななの“ななぽぽラジオ”」（毎週土曜日18:30～）にDJ出演（～2008年1月）。
2006年2月より音楽誌『音遊人』（みゅーじん）（YAMAHA刊）にてエッセイ「やなせななのひだまりの唄」連載開始（～2019年春）。
2007年、2007年度滋賀県人権啓発CMソングに、本人書き下ろしの曲が使われる。
同年6月、奈良テレビ放送『エントランスコンサート』に出演。
同年7月、シングル『蝶々／七夕』発売（オリコンインディーズシングルチャート最高17位）。アルバム『遠い約束』発売。
同年7月より、奈良市のコミュニティFM・ならどっとFMにて「やなせななの“夕空メロディ”」（毎週金曜日17:30～）にDJ出演（～2009年3月）。
同年10月より、奈良県王寺町のコミュニティFM・FMハイホーにて「やなせななの“ほのぼのサウンド”」（毎週日曜日17:45～）にDJ出演（～2008年1月）。
2008年3月、朝日新聞（奈良版）の取材に応えて子宮ガン（子宮体癌）だったことを告白。同時期より寺院でのコンサート&トーク活動「歌う尼さん」を本格的に開始する。
同年4月26日、NHK大阪放送局制作『ぐるっと関西プラス』「ぐるっとライブ」に生出演。
同年8月、オリジナル曲「七夕」がニンテンドーDS用ソフト『東京魔人學園剣風帖』のエンディングテーマに起用される。
2009年4月より、オリジナル曲「街の灯」が日本珠算連盟のCMソングに起用される。
2009年10月、アルバム『願い』発売。
2010年3月、華咲山教恩寺（浄土真宗本願寺派）を継ぐ。
2010年4月、自伝エッセイ『歌う。尼さん』（遊タイム出版）刊行。
2010年5月、奈良テレビ放送『ゆうドキッ!』に生出演。
2010年6月、毎日新聞（全国版）「ひと」に取り上げられる。
2010年7月22日、NHK奈良放送局『ならナビ』にて、その活動が取り上げられ、スタジオ生出演。
2010年8月、全国の仏教系寺院（超宗派）でのコンサート&トーク「歌う尼さん」が100カ所での公演を数える。
2010年9月、読売テレビ『かんさい情報ネットten!』「ニュース特集」にて、その活動が取り上げられる。
2010年11月、母校龍谷大学校友会より「龍谷奨励賞」を贈られる。
2010年11月～、読売テレビ『かんさい情報ネットten!』にコメンテーターとして出演（～2011年11月）。
2011年1月、テレビ東京 ミニドキュメント『生きるを伝える』にて、その活動が取り上げられる。
2011年3月、日本テレビNNNドキュメント『歌う尼さん～がん闘病から奏でる命』が放送される。
2011年7～8月、オリジナル曲「街の灯」が曹洞宗のCMソングに起用される（東北ローカル）。
2011年8月、シングル『まけないタオル～東日本大震災支援歌』発売。
2011年8月、朝日新聞（奈良版）『人生あおによし』にて自伝エッセイ（全21回）が連載される。
2011年10月、NHKラジオ第2放送宗教の時間に出演、『歌で伝える仏のこころ』が放送される（その後2012年1月にアンコール放送された）。
2012年3月、ジュスカ・グランペールのアルバム『千年の戀』に参加（収録曲「永久の君」で作詞・歌唱）。
2012年6月、オリジナル曲「春の雪」が曹洞宗東北管区教化センター制作『向き合う 東日本大震災』付録DVD（※非売品）エンディングに起用される。
2012年7月より、エフエム仙台Date fmにて「やなせなな　はじまりの日」（毎週月曜日11:30～）にDJ出演。
2012年7月、読売テレビ『かんさい情報ネットten!』「ニュース特集」にて、その活動が取り上げられる。
2012年7月、BS朝日（BS朝日）『ごごいち!ニュースキャッチ』にて、その活動が取り上げられる（※生出演）。
2012年9月、NHKラジオ第1放送『ラジオ深夜便』「明日への言葉」にゲスト出演。
2012年9・10月、NHK Eテレ、『グラン・ジュテ　私が跳んだ日』にて取り上げられる（その後同年12月にアンコール放送された）。
2012年12月、ニンテンドー3DS『ファンタジーライフ』のエンディングテーマ「きこえるよしあわせの音」を歌唱。
2013年2月、アルバム『春の雪』発売。
2014年11月、エッセイ『ありがとうありがとうさようならさようなら～歌う尼さんの仏さま入門』（さくら舎）刊行。
2015年3月、産経新聞『新・関西笑談』に【心に寄り添う、歌う尼さん(1)～(5)】が掲載される。
2015年4月、文溪堂『5年生の道徳』に「生かされている“今”を大切に」と題して寄稿。
2015年4月20日、NHK奈良放送局『ならナビ』「まほろばラウンジ」に生出演。
2015年9月22日、福島中央テレビ『ゴジてれChu!』にて、その活動が取り上げられる。
2016年8月、アルバム『夜が明けるよ』発売。
2016年10月より、奈良市のコミュニティFM・ならどっとFMにて「やなせななの“なないろメロディ”」（毎月第一木曜日15:00～）にDJ出演（～2017年9月）。
2016年11月、CD付き絵本『よるがあけるよ CDブック』（絵・みよこみよこ、さくら舎）刊行。
2017年11月、やなせななが脚本・企画・音楽を担当した、自主制作短編映画『祭りのあと』を、東京・大阪にて公開（監督・渡辺和徳、主演・大塚まさじ）。
2017年11月20日、NHK奈良放送局『ならナビ』「まほろばラウンジ」に出演。
2018年1月5日、 NHK Eテレ 『あしたも晴れ！人生レシピ』 にて取り上げられる。
2019年2月、エッセイ『歌う尼さんのほっこり法話』（挿絵・みよこみよこ、国書刊行会）刊行。
2019年3月、自身初となるベストアルバム『15th THE BEST はじまりの日』発売。
2019年5月、コンサートDVD『夜が明けるよSpecial Concert～2017年～』発売。
2019年5月～、デビュー15周年記念ツアー“15th Anniversary Tour 2019 はじまりの日”を大阪サンケイホールブリーゼを含む12都市（北海道函館市、宮城県気仙沼市、宮城県仙台市、宮城県白石市、山形県最上町、新潟県長岡市、東京都渋谷区、東京都葛飾区、京都市、香川県高松市、台湾台北市）で開催。
2019年10月、生まれ故郷である高取町の観光大使に任命される。
2020年7月、自身初となるセルフカバーアルバム『日々の縁側～Remake Songs～』発売。
2020年9月、月刊住職編集部編の『だれだっておどろく!こんなにもすばらしい10人の住職』（興山舎）に掲載される。
2021年12月、福島テレビ 「テレポートプラス」にて取り上げられる。
2022年7月、Date FM 「やなせなな　はじまりの日」（提供：株式会社ごんきや）が放送10周年を迎える。宮城県利府町リフノスにて記念コンサート開催。
2023年3月～、オリジナル曲「はじまりの日～あいのうた」が家族葬邸宅デュエのCMソングに起用される（福島・宮城・山形ローカル）。
2023年5月、鈴木出版 月刊絵本「こどものくに」付録「こどものまど」にてエッセイ連載（～2024年3月）。
2023年6月、自費出版絵本『ぼくはじゃがじゃが』（作・やなせなな、絵・みよこみよこ、リーブル出版）発売。
2023年9月～、オリジナル曲「はじまりの日～あいのうた」がYTS山形テレビ「Do～んな天気」BGMに起用される（提供：株式会社月見、山形ローカル）。
2024年6月、やなせななが原案・音楽を担当した、自主制作短編映画『蜜柑』を公開（監督・吉田陽、主演・福原正義、植木歩生子）。
2024年9月、お寺コンサートのセットリストを集めた2枚目のベストアルバム『おもちかえり～お寺コンサートベストセレクション』発売。
2025年2月、『暁』配信リリース。
2025年4月～、YouTubeにて「奈良のおさんぽ観光ナビ やなせなな」の配信を開始（制作：有限会社タイムリー）。

## ディスコグラフィー

### シングル
- 『帰ろう。』（2004年）
- 『街の灯』（2004年）
- 『蝶々／七夕』（2007年）
- 『まけないタオル～東日本大震災復興支援歌』（2011年）
- 『ひとつの心』（2012年）
- 『暁』（配信）（2025年）

### アルバム
- 『あいのうた』（2005年）
- 『遠い約束』（2007年）
- 『願い』（2009年）
- 『春の雪』（2013年）
- 『夜が明けるよ』（2016年）
- 『15th THE BEST はじまりの日』（2019年）
- 『日々の縁側～Remake Songs～』（2020年）

### オムニバスCD
- 『カフェミルトンへのサウダージ』「遠い約束」（2005年）

### 参加作品
- ジュスカ・グランペール『千年の戀』「永久の君」（2012年）

### DVD
- 映画『祭りのあと』（2017年）
- 『夜が明けるよSpecial Concert～2017年～』（2019年）

## 著書

### 書籍
- 『歌う。尼さん』（遊タイム出版、2010年）
- 『ありがとうありがとうさようならさようなら～歌う尼さんの仏さま入門』（さくら舎、2014年）
- 『よるがあけるよ CDブック』詩・やなせなな、絵・みよこみよこ（さくら舎、2016年）
- 『歌う尼さんのほっこり法話』文・やなせなな、絵・みよこみよこ（国書刊行会、2019年）
- 『ぼくはじゃがじゃが』文・やなせなな、絵・みよこみよこ（リーブル出版、2023年　※自費出版）

## 映画

### 映画（企画、脚本、原案、音楽）
- 『祭りのあと』（Studio Tabby、監督・渡辺和徳、主演・大塚まさじ、2017年）
- 『蜜柑』（Studio Tabby、監督 脚本・吉田陽、主演・福原正義、植木歩生子、2024年）

## ラジオ／CMソング ／ゲーム／テレビ

### ラジオレギュラー
- エフエム仙台（Date fm）
  - やなせなな　はじまりの日（2012年7月〜）

### CMソング
- 三晃空調（2004年～）

　※テレビ、ラジオCMソング　書きおろし
- 滋賀県 人権啓発（2007年）

　※テレビCMソング　書きおろし
- 日本珠算連盟（2009年）
  - テレビCMソング「街の灯」
- 曹洞宗 東北管区教化センター（2011年）
  - テレビCMソング「街の灯」
- 家族葬邸宅デュエ（2023年）
  - テレビCMソング「はじまりの日～あいのうた」

### ゲーム
- 東京魔人学園剣風帖（2008年）
  - エンディングテーマ「七夕」
- ファンタジーライフ（2012年）
  - エンディングテーマ「きこえるよしあわせの音」※音楽／植松伸夫

### テレビ
- 奈良テレビ放送『エントランスコンサート』（2007年6月）。
- NHK大阪放送局『ぐるっと関西プラス』「ぐるっとライブ」（2008年4月）。
- 奈良テレビ放送『ゆうドキッ!』（2010年5月）。
- NHK奈良放送局『ならナビ』（2010年7月）。
- 読売テレビ『かんさい情報ネットten!』「ニュース特集」（2010年9月）
- 読売テレビ『かんさい情報ネットten!』にコメンテーターとして出演（2010年11月～2011年11月）
- テレビ東京 ミニドキュメント『生きるを伝える』（2011年1月）
- 日本テレビNNNドキュメント『歌う尼さん～がん闘病から奏でる命』（2011年3月）
- 読売テレビ『かんさい情報ネットten!』「ニュース特集」（2012年7月）
- BS朝日『ごごいち!ニュースキャッチ』（2012年7月）
- NHK Eテレ『グラン・ジュテ　私が跳んだ日』（2012年9月）
- NHK奈良放送局『ならナビ』「まほろばラウンジ」（2015年4月）
- 福島中央テレビ『ゴジてれChu!』（2015年9月）
- NHK奈良放送局『ならナビ』「まほろばラウンジ」（2017年11月）
- NHK Eテレ『あしたも晴れ!人生レシピ』（2018年1月）
- 福島テレビ『テレポートプラス』（2021年12月）